# 聖赫倫那紅杉
聖赫倫那紅杉（學名Trochetiopsis erythroxylon）是一種錦葵科植物。它們曾在聖赫勒拿島广泛生长，也是17世紀殖民者建屋的材料之一，但是現已從野外滅絕。聖赫倫那紅杉與加州紅木或其他稱為紅杉的樹并无关联。
在島內，經常栽種聖赫倫那紅杉與聖赫倫那烏木的混種（Trochetiopsis x benjamini）。